# Bongeunsa
Bongeunsa ist ein bedeutender buddhistischer Tempel in Seoul, Südkorea. Er liegt nördlich des COEX-Zentrums im Stadtteil Gangnam-gu, Bezirk Samseong-dong.

## Geschichte
Er wurde im Jahr 794 durch Yeon-hoe, dem höchstrangigen Mönch der Silla-Periode, südlich des Han-Flusses gegründet.
Sein Name lautete zunächst Gyeonseongsa (die wirkliche Natur sehen). Während der darauffolgenden Goryeo-Periode zerfiel der Tempel. Er wurde 1498 von Königin Jeonghyeon aber wieder aufgebaut und in Bongeunsa (Unterstützung anbieten) umbenannt.
Ursprünglich lag er südwestlich der Grabstätte von König Seongjong. Im Rahmen einer Erweiterung des königlichen Mausoleums wurde er östlich des Grabes neu aufgebaut.
Während der Joseon-Dynastie (14. bis 19. Jahrhundert) war der Neo-Konfuzianismus Staatsreligion, der Buddhismus wurde staatlich unterdrückt. Mönche standen auf derselben sozialen Stufe wie Sklaven, sie durften nicht einmal die Stadttore durchqueren. Erst während der Regierungszeit von König Myeongjong (1545–1567) änderte sich der Status des Buddhismus. Der König war noch zu jung für die Regierungsgeschäfte, so übte seine Mutter, Königin Munjeong, starken politischen Einfluss aus. Sie war dem Buddhismus wohlgesinnt und legte 1548 die Verwaltung des Tempels in die Hände des Mönchs Bo-wu. 1551 wurde Bongeunsa zum Haupttempel des Jogye-Seon-Ordens. Von hier ging die Erneuerung des koreanischen Buddhismus aus. Bo-wu wurde allerdings kurz nach dem Tod von Königin Munjeong durch anti-buddhistische Extremisten ermordet.
1562 wurde der Tempel noch während der Herrschaft König Myeongjongs etwa einen Kilometer nach Nordosten, zum heutigen Standort nördlich des World Trade Centers umgesiedelt.
1592 und 1637 brannte der Tempel und wurde danach wiederaufgebaut. Umfangreiche Renovierungsarbeiten fanden in den Jahren 1692, 1912, 1941 und 1981 statt. Während des Koreakrieges (1950–1953) wurden die meisten Gebäude im Tempel stark beschädigt. Deshalb stammen die heutigen Bauwerke überwiegend aus neuerer Zeit.

## Bedeutung

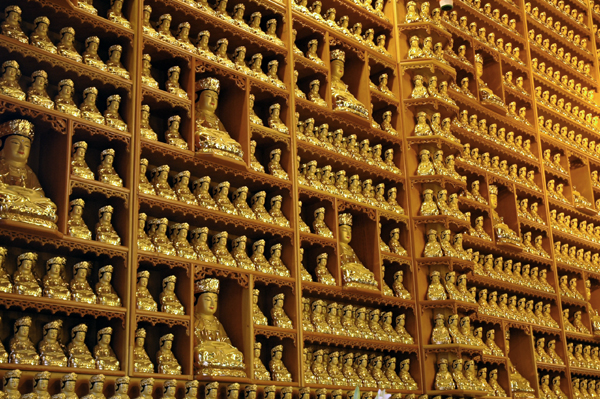
Buddha-Figuren

1902 wurde Bongeunsa durch ein neues Gesetz zu einem der 14 Haupttempel in Korea, 1911 zum Zentraltempel für rund 80 kleinere Tempel in Seoul und Umgebung.
Während schwerer Überschwemmungen 1922 und 1929 rettete der Mönch Cheong-ho über 700 Personen vor dem Ertrinken, wodurch das Ansehen des Tempels in der Öffentlichkeit beträchtlich stieg.
Nach der Unabhängigkeit von Japan wurde Bongeunsa 1945 direkt dem Jogye Orden, der größten buddhistischen Religionsgruppe des Landes, unterstellt. Er ist ein religiöses Zentrum des Zen-Buddhismus in Korea.
Mit seiner Geschichte und der ungewöhnlichen Lage inmitten des hochmodernen und geschäftigen Stadtteils Samseong-dong ist der Tempel eine heilige Oase der Ruhe und Wallfahrtsort für 200.000 Laienbuddhisten.
Als bedeutendster Kulturschatz gelten 3479 Holzblockinschriften mit 13 verschiedenen Sutras (heiligen Texten), die im Panjeon (neben dem Haupttempel) ausgestellt sind.
Im hinteren Teil des Tempelgeländes befindet sich Mireukdaebul, mit 23 Meter Höhe die größte Buddha-Statue in Korea. Sie wurde über einen Zeitraum von zehn Jahren, zwischen 1986 und 1996 erbaut.
Seit 1972 beherbergt Bongeunsa ein Institut, das Sutras vom Chinesischen ins Koreanische übersetzt.